# Cerro Santa Ana (Paraguaná)
El cerro Santa Ana es un monumento natural ubicado en el centro de la península de Paraguaná al norte del estado Falcón en jurisdicción de los municipios Falcón y Carirubana, entre las poblaciones de Santa Ana y Buena Vista. Cuenta con una superficie de 1900 hectáreas y alcanza una altura máxima de 830 m s. n. m. Fue declarado Monumento Natural el 14 de junio de 1972 según decreto N.º 1005, bajo la protección de INPARQUES.
A diferencia del resto de la península, el cerro Santa Ana tiene como características el contraste de su verdor con la vegetación xerófila de la zona de Paraguaná.

## Flora y fauna
La flora se encuentra en un estado cambiante siendo yaques y cujíes en la zona sedimentaria, los cactus de gran altura en la zona árida, la ceiba, los naranjos, el cedro, entre otros.
De la fauna se destaca la tarántula azul, el venado matacán, la zarigüeya, la marmosa xerófila, la escolopendra gigante, la falsa mapanare, el escorpión de Hueque (Tityus falconensis)  y otros.

## Características

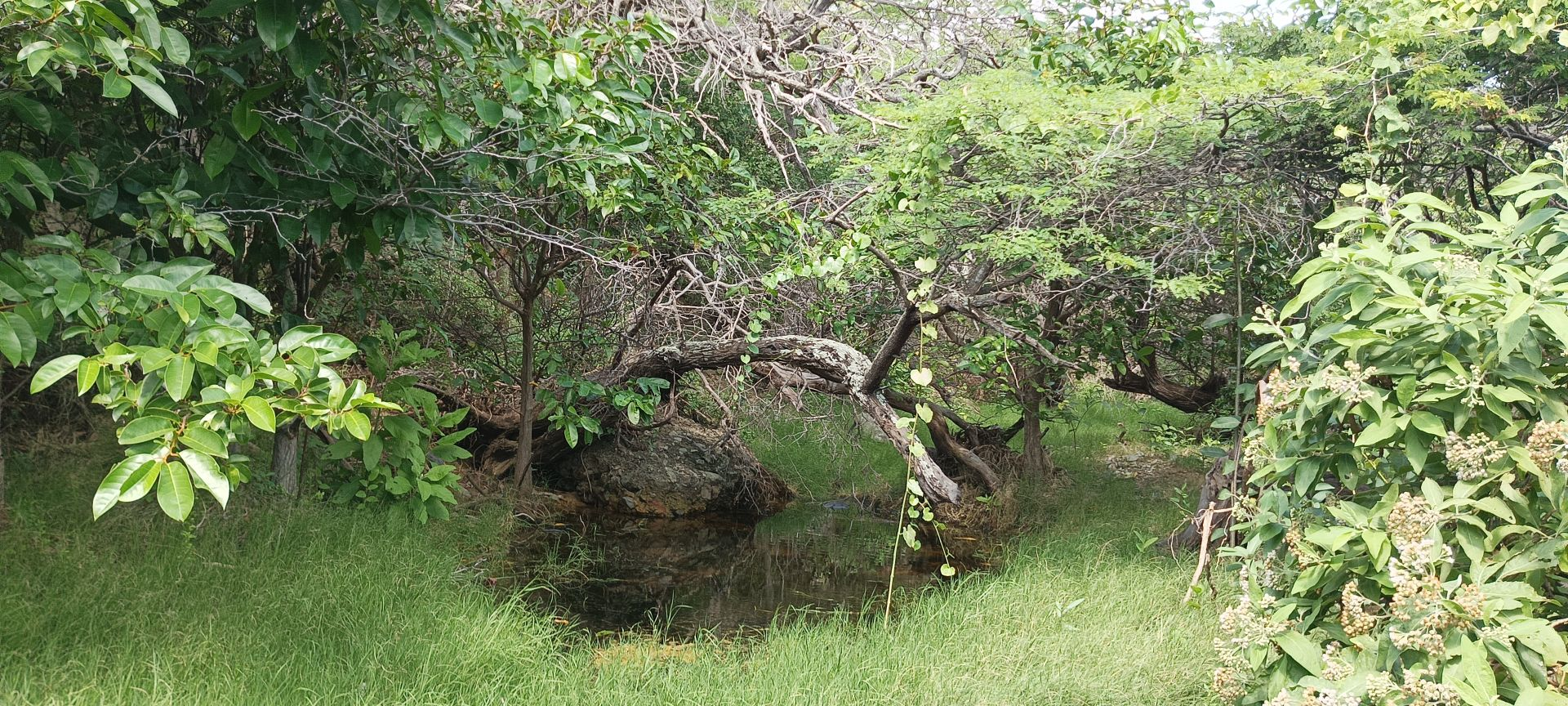

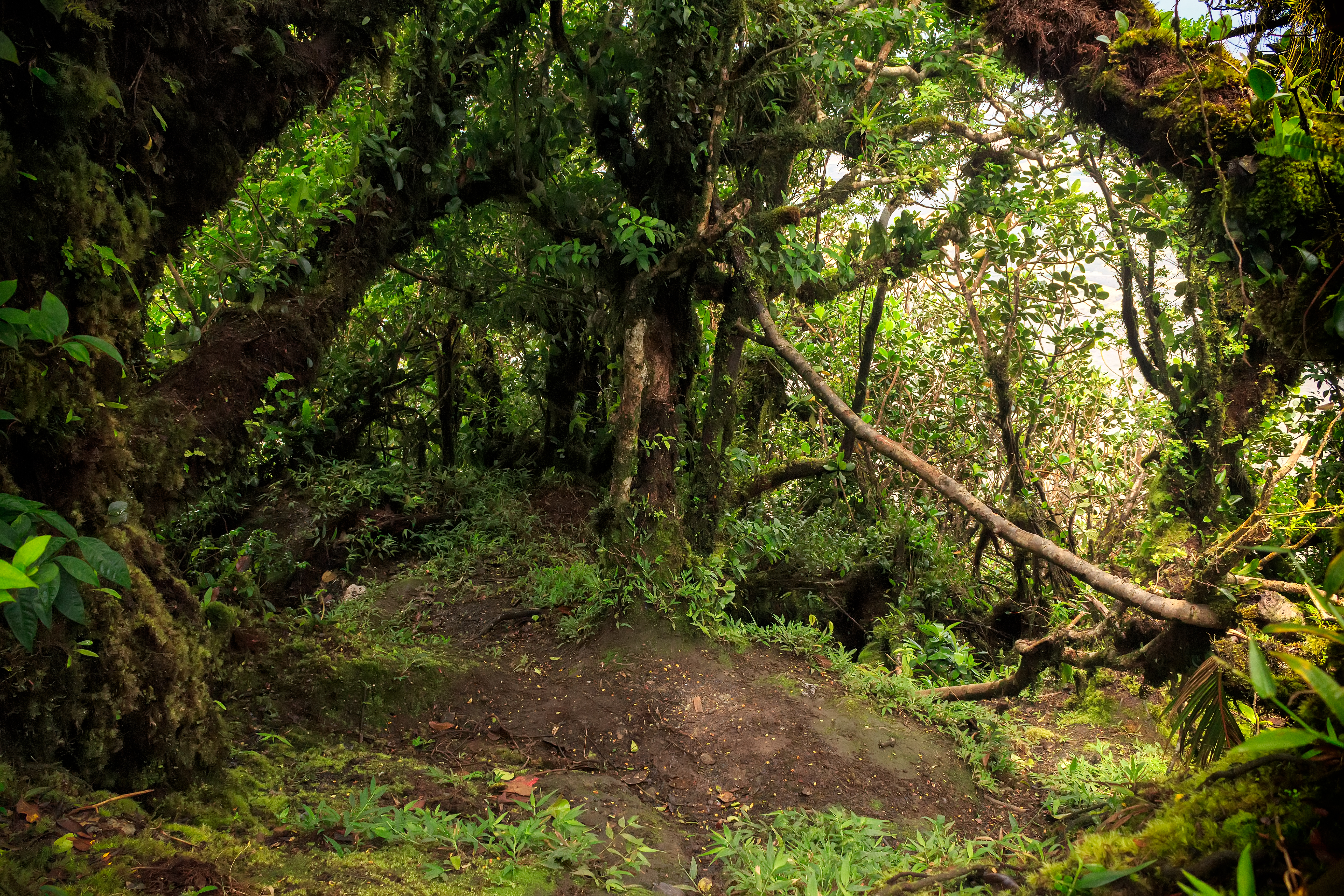
Vegetación en el picacho Moruy.

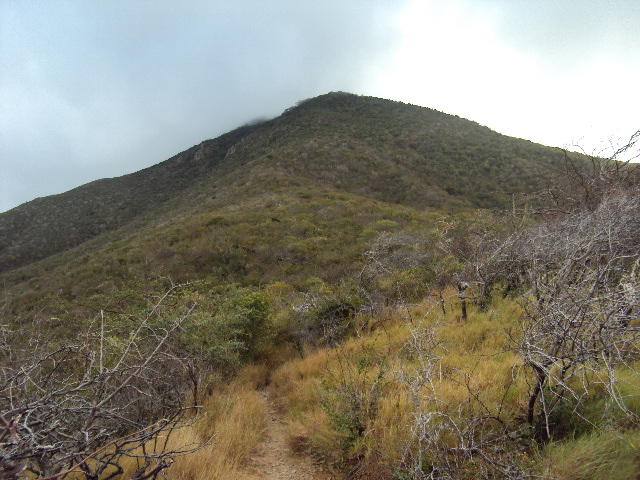
Bosque xerófito del cerro Santa Ana.

Tiene tres picachos: el Santa Ana (donde el cerro alcanza los 830 m s. n. m., su mayor altura), Buena Vista y Moruy. En el ascenso se aprecian progresivos cambios de clima y de vegetación. En las partes bajas predomina un ambiente seco de vegetación xerófita con bosque espinar, mientras que en las partes más altas se desarrolla una vegetación boscosa, con frondosos árboles de 10 a 15 metros de altura, con abundantes epífitas, musgos y líquenes favorecidos por la alta humedad.
Su fauna la constituyen predominantemente las aves que viven en la selva húmeda, entre las que destacan la guacharaca, la pavita hormiguera, el bobito copetón de vientre amarillo, la paraulata montañera, la reinita homera y el azulejo verdeviche. En la parte media y baja se encuentran algunos mamíferos y pequeños roedores como el ratón mochilero, el conejo de monte, la onza, el tigrito o cunaguaro, y algunas especies de serpientes.

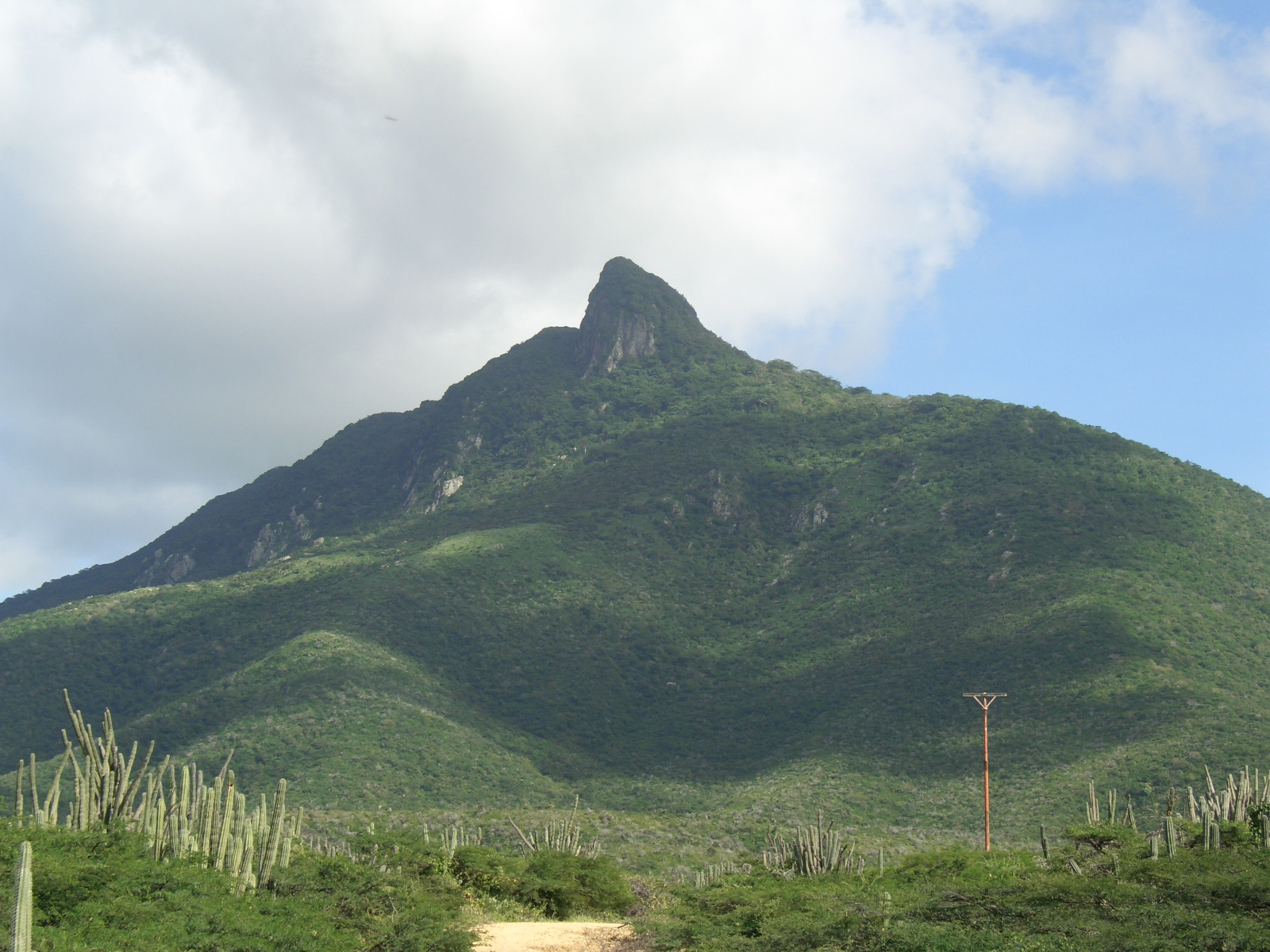
Vista del cerro Santa Ana en la península de Paraguaná, cerca del punto más septentrional de Venezuela en territorio firme.

Desde la cima del cerro Santa Ana se divisan al sur la Sierra de Falcón, Santa Ana de Coro y los Médanos de Coro. Cuando no hay mucha bruma pueden verse al norte las islas de Aruba y Curazao.